# Rodney Jerkins
Rodney Roy Jerkins (Pleasantville, New Jersey, 29 juli 1977), ook bekend als Darkchild, is een Grammy-winnende songwriter, muziekproducent en muzikant. Na veel gewerkt te hebben met zijn broer Fred Jerkins III en schrijver LaShawn Daniels, is Jerkins de laatste tien jaar een gewilde producer, gevraagd door artiesten als Michael Jackson, Whitney Houston en Lionel Richie. Hij vergaarde successen met Britney Spears, Destiny's Child, Jennifer Lopez en de Pussycat Dolls en werkte mee met albums van Brandy, Ciara, LeToya, Teairra Marí, Anastacia, Melanie Brown en Se7en. Zijn grootste hit tot nu toe is The Boy Is Mine van Brandy en Monica.

## Discografie

### Singles
| Jaar | Nummer                           | Artiest                                 | Piek | Piek    | Piek |
| Jaar | Nummer                           | Artiest                                 | NL   | Hot 100 | UK   |
| ---- | -------------------------------- | --------------------------------------- | ---- | ------- | ---- |
| 1995 | The Way That You Love (Remix)    | Vanessa Williams                        | —    | 67      | 52   |
| 1996 | The Things You Do                | Gina Thompson                           | —    | 41      | —    |
| 1997 | Yeah Yeah Yeah                   | Simone Hines                            | —    | —       | —    |
| 1997 | Don't Wanna Be a Player          | Joe                                     | —    | 25      | 16   |
| 1997 | I Can Love You                   | Mary J. Blige (feat. Lil' Kim)          | —    | 28      | —    |
| 1997 | Don't Stop                       | No Authority                            | —    | —       | 54   |
| 1998 | Let Me Return the Favor          | Andrea Martin                           | —    | 82      |      |
| 1998 | Daydreamin'                      | Tatyana Ali                             | —    | 6       | 6    |
| 1998 | The Boy Is Mine                  | Brandy and Monica                       | 1    | 1       | 2    |
| 1998 | Top of the World                 | Brandy (feat. Ma$e)                     | 52   | —       | 2    |
| 1998 | Angel of Mine                    | Monica                                  | —    | 1       | 55   |
| 1998 | It's Not Right, But It's Okay    | Whitney Houston                         | 12   | 4       | 3    |
| 1998 | Angel in Disguise                | Brandy                                  | —    | 72      | —    |
| 1999 | If You Had My Love               | Jennifer Lopez                          | 2    | 1       | 4    |
| 1999 | Sunshine                         | Coko                                    | 19   | 70      | —    |
| 1999 | Say My Name                      | Destiny's Child                         | 7    | 1       | 3    |
| 1999 | U Don't Know Me (Like U Used To) | Brandy (feat. Shaunta & Da Brat)        | —    | 79      | —    |
| 1999 | Damn                             | So Plush                                | —    | —       | —    |
| 2000 | He Wasn't Man Enough             | Toni Braxton                            | 5    | 2       | 5    |
| 2000 | Holler                           | Spice Girls                             | —    | 107     | 1    |
| 2000 | If I Told You That               | Whitney Houston & George Michael        | 31   | —       | 9    |
| 2000 | Time Limit                       | Hikaru Utada                            | —    | —       | —    |
| 2001 | You Rock My World                | Michael Jackson                         | 2    | 10      | 2    |
| 2001 | Satisfied                        | Rhona                                   | —    | —       | —    |
| 2001 | Everything                       | Canela                                  | —    | —       | —    |
| 2001 | I Remember (Remix)               | Debelah Morgan                          | —    | —       | —    |
| 2002 | Overprotected (Darkchild Remix)  | Britney Spears                          | —    | 86      | 4    |
| 2002 | I Love Rock 'n' Roll             | Britney Spears                          | 18   | —       | 13   |
| 2002 | What About Us?                   | Brandy                                  | 11   | 7       | 4    |
| 2002 | All Eyez on Me                   | Monica                                  | —    | 69      | —    |
| 2002 | Get With Me                      | 3rd Storee                              | —    | —       | —    |
| 2002 | If Only You Knew                 | Prymary Colorz                          | 78   | —       | —    |
| 2002 | Turntable                        | TLC                                     | —    | —       | —    |
| 2003 | I'm Good                         | Blaque                                  | —    | —       | —    |
| 2003 | All I Do                         | B5                                      | —    | —       | —    |
| 2004 | You Don't Know                   | Kierra "Kiki" Sheard                    | 84   | —       | —    |
| 2004 | Lose My Breath                   | Destiny's Child                         | 10   | 3       | 2    |
| 2004 | One Wish                         | Ray J                                   | —    | 11      | 13   |
| 2005 | Cater 2 U                        | Destiny's Child                         | 60   | 14      | —    |
| 2005 | What I Need                      | Ray J                                   | 58   | —       | —    |
| 2006 | Enough Cryin'                    | Mary J. Blige                           | —    | 32      | 46   |
| 2006 | Cry No More (Remix)              | Shareefa (feat. Streetz & Young Deuces) | —    | 40      | —    |
| 2006 | Need a Boss                      | Shareefa                                | —    | 67      | —    |
| 2006 | Déjà Vu                          | Beyoncé (feat. Jay-Z)                   | 13   | 4       | 1    |
| 2006 | So Lonely                        | Twista (feat. Mariah Carey)             | —    | 67      | —    |
| 2006 | The One You Need                 | Megan Rochell (feat. Fabolous)          | —    | —       | —    |
| 2006 | Can't Get Enough                 | Tamia                                   | —    | —       | —    |
| 2006 | Turn the Page                    | Bobby Valentino                         | —    | —       | —    |
| 2007 | Be with Me                       | J. Holiday                              | —    | —       | —    |
| 2007 | Can't Leave 'Em Alone            | Ciara (feat. 50 Cent)                   | —    | 40      | 109  |
| 2007 | Shoulda Let You Go               | Keyshia Cole                            | —    | 41      | —    |
| 2008 | Feedback                         | Janet Jackson                           | 59   | 19      | —    |
| 2008 | I'm Grown                        | Tiffany Evans (feat. Bow Wow)           | —    | —       | —    |
| 2008 | Luv                              | Janet Jackson                           | —    | 101     | —    |
| 2008 | When I Grow Up                   | Pussycat Dolls                          | 21   | 9       | 3    |
| 2008 | Angel                            | Natasha Bedingfield                     | —    | 63      | —    |
| 2008 | Right Here (Departed)            | Brandy                                  | —    | 34      | —    |
| 2008 | Long Distance                    | Brandy                                  | —    | 101     | —    |
| 2008 | The Definition                   | Brandy                                  | —    | —       | —    |
| 2009 | Girls                            | Se7en (feat. Lil' Kim)                  | —    | —       | —    |
| 2010 | Telephone                        | Lady Gaga (feat. Beyonce)               | 6    | 1       | 1    |
| 2011 | I Forgive You                    | Kelly Clarkson)                         | —    | —       | —    |

### Albums
- 1996: Gina Thompson – Nobody Does It Better
- 1997: No Authority – Keep On
- 1998: Brandy – Never Say Never
- 1998: Whitney Houston – My Love Is Your Love
- 1999: Coko – Hot Coko
- 2000: Spice Girls – Forever
- 2001: Rhona – Rhona
- 2001: So Plush – So Plush
- 2001: Michael Jackson – Invincible
- 2001: Canela – Canela
- 2002: Brandy – Full Moon
- 2004: Blaque – Torch
- 2005: Joy Enriquez – Atmosphere Of Heaven
- 2005: Ray J – Raydiation
- 2005: Rodney Jerkins – Versatility
- 2008: Janet Jackson – Discipline
- 2008: Brandy – Human
- 2009: Melanie B – Reimagined
- 2009: Rock City – Wake the Neighbors
- 2009: Natasha – Uncontrollable
- 2012: Nelly Furtado – The Spirit Indestructable